# 나리미야 히로키
나리미야 히로키(일본어: 成宮 寛貴, 1982년 9월 14일~)는 일본의 前 배우이다. 구 예명, 나리미야 히로시게(平宮 博重). 일본 도쿄도 출신으로 2000년, 무대 《소멸하는 인류, 그 사랑의 본질이란》으로 배우 데뷔하였고, 드라마 《고쿠센》에 출연하면서 유명해졌다. 2016년 12월 각종 스캔들로 상심한 그는 돌연 연예계 은퇴를 선언했으나 2017년 3월 23일 《파트너 season15》마지막회 회상 씬에서 깜짝 등장 하면서 화제를 낳기도 했다.

## 유년 시절
모자 가정에서 자라, 중학생 때에 어머니가 타계. 나리미야는 고교에는 진학하지 않고, 스스로 생계를 꾸려 남동생을 돌봤다. 그 후 〈중졸의 자신이 뭘 할 수 있을까〉라고 생각해, 연예계에 들어간다.

## 출연

### 드라마
- 킨다이치 소년의 사건부 제4 ~ 5화 (2001년 8월 4일 ~ 11일, 닛폰 TV) - 마다라메 아게하 역
- 키사라즈 캐츠아이 (2002년 1월 ~ 3월, TBS) - 사사키 준 역
- 샐러리 맨 킨타로 3 제3화 (2002년 1월 20일, TBS) - 마루야마 역
- 고쿠센 제1시리즈 (2002년 4월 ~ 7월, 닛폰 TV) - 노다 타케시 역
- 포춘의 문/초V.I.P. 제4화 (2002년 7월 29일, 후지 TV) - 난죠 타쿠야 역
- 도시이에와 마쓰~카가 백만석 이야기~ (2002년 1월 ~ 12월, NHK) - 마에다 도시마사 역
- 소년들 3 (2002년 8월 ~ 9월, NHK) - 우미노 토모노리 역
- 엄마는 지구를 지배한다 (2002년 9월 23일, 후지 TV) - 주연·카마다 츠요시 역
- 갑자기 출세 (2002년 11월 23일, 후지 TV) - 사이키 마사히로 역
- 고교 교사 (2003년 1월 ~ 3월, TBS) - 카미야 유지 역
- 고쿠센 스페셜 안녕 3학년 D반…양쿠미 눈물의 졸업식 (2003년 3월 26일, 닛폰 TV) - 노다 타케시 역
- 스탠드 업!! (2003년 7월 ~ 9월, TBS) - 우다가와 하야토 역
- 68FILMS 미소녀 Hi! 제9화 (2003년 8월 16일, BS-i/BS 후지) - 주연
- 니코니코 일기 (2003년 9월 26일 ~ 27일, NHK) - 청년 역
- TRICK 3 (2003년 10월 ~ 12월, TV 아사히) - 기시모토 세이치 역
- 정말로 있었던 무서운 이야기 〈찾는 물건〉 (2004년 1월 17일, 후지 TV) - 주연·코지 역
- 란포 R 제3화 (2004년 1월 26일, 닛폰 TV) - 이시다 유지 역
- 오렌지 데이즈 (2004년 4월 ~ 6월, TBS) - 아이다 쇼헤이 역
- M의 비극 (2005년 1월 ~ 3월, TBS) - 시모야나기 코이치 역
- 지금, 만나러 갑니다 (2005년 7월 ~ 9월, TBS) - 주연·아이오 다쿠미 역
- 사랑의 노래 (2005년 10월 ~ 12월, 닛폰 TV) - 야기누마 유스케 역
- 공명의 갈림길 (2006년 1월 ~ 12월, NHK) - 도요토미 히데쓰구 역
- 서유기 제6권 (2006년 2월 13일, 후지 TV) - 슈슈/케이쇼 마인 역
- 살아도 괜찮아…? ~해바라기 피는 집~ (2006년 3월 3일, 후지 TV) - 스가와라 세이치로 역
- 스위치를 누를 때 (2006년 7월 ~ 9월, 마이니치 방송/Gyao) - 주연·미나미 요헤이 역
- 화려한 일족 (2007년 1월 ~ 3월, TBS) - 이치노세 요시히코 역
- 악마가 와서 피리를 분다 (2007년 1월 5일, 후지 TV) - 미시마 토타로 역
- 테레사 텡 이야기~내 집은 산 너머 (2007년 6월 2일, TV 아사히) - 짐 역
- 스시 왕자! (2007년 7월 ~ 9월, TV 아사히) - 이치야나기 히로시 역
- 맨발의 겐 (2007년 8월 10일 ~ 11일, 후지 TV) - 요시다 세이지 역
- 스완의 바보! ~용돈 3만 엔의 사랑~ (2007년 10월 ~ 12월, 칸사이 TV) - 카와세 미츠루 역
- 허니와 클로버 (2008년 1월 ~ 3월, 후지 TV) - 모리타 시노부 역
- 블러디 먼데이 (2008년 10월 ~ 12월, TBS) - 테러리스트 J(간자키 준) 역
- 이노센트 러브 (2008년 10월 ~ 12월, 후지 TV) - 세가와 스바루 역
- 누구도 지킬 수 없어 (2009년 1월 24일, 후지 TV) - 나카하라 코지 역
- 행복의 수프는 어떠세요? (2009년 3월 26일 ~ 27일, NHK/홍콩 라디오 TV) - 주연·타오 테츠야 역
- 더 퀴즈 쇼 제2시즌 제3화 (2009년 5월 2일, 닛폰 TV) - 미야모토 켄지 역
- 더 라이벌 〈소년 선데이·소년 매거진 이야기〉 (2009년 5월 5일, NHK) - 산죠 다이스케 역
- 도시 전설 세피아 〈올빼미남〉 (2009년 7월 26일, WOWOW) - 주연·사에키 다케히코 역
- 전장의 멜로디 (2009년 9월 12일, 후지 TV) - 우에키 노부요시 역
- 도쿄 DOGS 제1화 (2009년 10월 19일, 후지 TV) - 타나시마 히데오 역
- 뉴스 속보는 흘렀다 (2009년 11월 ~ 2010년 4월, 후지 TV ONE TWO NEXT) - 주연·코바야시 료헤이 역
- 건달군과 안경양 (2010년 4월 ~ 6월, TBS) - 주연·시나가와 다이치 역
- W의 비극 (2010년 1월 11일, TBS) - 와츠지 타쿠오 역
- 블러디 먼데이 Season2 (2010년 1월 ~ 3월, TBS) - 테러리스트 J(칸자키 준) 역
- 너벅선 (2010년 2월 23일, TBS) - 주연·키스케 역
- 수의사 두리틀 (2010년 10월 ~ 12월, TBS) - 하나비시 마사루 역
- 파티는 끝났다 1화 (2011년 2월 1일, Bee Tv) – 토가와 유우비 역
- TARO의 탑 (2011년 2월 ~ 4월, NHK) - 호리구치 시게하루 역
- 바람의 소년~오자키 유타카 영원의 전설~ (2011년 3월 21일, TV 도쿄) - 오자키 유타카 역
- 최후의 만찬~형사·도노 가즈유키와 7명의 용의자~ (2011년 5월 14일, TV 아사히) - 야기사와 타카히코 역
- 태양은 또 뜬다 (2011년 7월 ~ 9월, TV 아사히) - 야기사와 타카히코 역
- 이제 유괴 같은 건 안 할래 (2012년 1월 3일, 후지 TV) - 야마베 세이지 역
- 연속 TV 소설 우메 짱 선생님 (2012년 4월 ~ 9월, NHK) - 요시오카 사토시 역
- 양지의 나무 (2012년 4월 ~ 6월, NHK BS 프리미엄) - 주연·테즈카 료안 역
- 잇큐 상 (2012년 6월 30일, 후지 TV) - 니나가와 신에몬 역
- 파트너 season11 (2012년 10월 ~ 2013년 3월, TV 아사히) - 카이 토오루 역
- 잇큐 상 2 (2013년 5월 5일, 후지 TV) - 니나가와 신에몬 역
- 구로유리 단지~서장~ 제7화 (2013년 5월 21일, TBS) - 사사하라 시노부 역
- 파트너 season12 (2013년 10월 ~ 2014년 3월, TV 아사히) - 카이 토오루 역
- 킨다이치 소년의 사건부 고쿠몬 학원 살인사건 (2014년 1월 4일, 닛폰 TV) - 타카토 요이치 역
- 킨다이치 소년의 사건부 N(neo) 제5 ~ 6·8 ~ 9화 (2014년 8월 16일 ~ 23일·9월 13일 ~ 20일, 닛폰 TV) - 타카토 요이치 역
- 파트너 season13 (2014년 10월 ~ 2015년 3월, TV 아사히) - 카이 토오루 역
- 후타가시라 (2015년 6월 ~ 7월, WOWOW) - 진자부로 역
- 하나사키 마이가 잠자코 있지 않아 제2시리즈 (2015년 7월 ~ 9월, 닛폰 TV) - 마츠키 케이스케 역
- 37.5℃의 눈물 (2015년 7월 ~ 9월, TBS) - 아사히나 모토하루 역
- 아내와 날았던 특공병 (2015년 8월, TV 아사히) - 야마우치 세츠오 역
- 괴도 야마네코 (2016년 1월 ~ 3월, 닛폰 TV) - 가쓰무라 히데오 역
- 오쿠 (2016년 1월 22일 ~ 29일, 후지 TV) - 도쿠가와 이에나리 역
- 불쾌한 과실 (2016년 4월 ~ 6월, TV 아사히) - 노무라 켄고 역
- 하야코 선생님, 결혼한다니 정말인가요? 제5 ~ 6화 (2016년 5월 19일 ~ 26일, 후지 TV) - 오카야마 토고 역
- 후타가시라 2 (2016년 9월 ~ 10월, WOWOW) - 진자부로 역
- 기묘한 이야기 '16 가을 특별편 〈붙여지다!〉 (2016년 10월 8일, 후지 TV) - 주연·시이나 츠요시 역
- IQ246~화려한 사건부~ 제5화 (2016년 11월 13일, TBS) - 치요노 코이치 역
- 파트너 season15 (2016년 10월 12일 ~ 2017년 3월 22일, TV 아사히) - 가이 도루 역
- 죽을만큼 사랑해줘 (2025년 4월 예정) -

### 영화
- 물에 빠진 물고기 (2001년) - 시부사와 야스토 역
- 생령 (2001년) - 모리 코스케 역
- 러버즈 키스 (2003년) - 후지이 토모아키 역
- 아즈미 (2003년) - 우키하 역
- 아이노 카라다 (2003년) - 하기와라 역
- 심호흡의 필요 (2004년) - 니시무라 다이스케 역
- 하현의 달~라스트 쿼터 (2004년) - 주연·안자이 토모키 역
- NANA (2005년) - 테라시마 노부오 역
- 란포 지옥 〈거울 지옥〉 (2005년) - 주연
- 탐정 사무소 5 (2005년) - 탐정 591 역
- 폭풍우 치는 밤에 (2005년) - 메이(목소리) 역
- Bandage (2006년) ※기획되지만 실질 중지
- 아키하바라@DEEP (2006년) - 주연·페이지 역
- 츠바키야마 과장의 7일간 (2006년) - 타케우치 히로미 역
- NANA 2 (2006년) - 테라시마 노부오 역
- 사쿠란 (2007년) - 소지로 역
- 언페어 the movie (2007년) - 토다 역
- 라라피포 (2009년) - 주연·쿠리노 켄지 역
- 하프웨이 (2009년) - 타카나시 선생님 역
- 드롭 (2009년) - 주연·시나노가와 히로시 역
- THE CODE/암호 (2009년) - 탐정 591 역
- 고쿠센 THE MOVIE (2009년) - 노다 타케시 역
- 교섭인 THE MOVIE 타임 리밋 고도 10,000m의 두뇌전 (2010년) - 사와키 슈지 역
- 고고한 메스 (2010년) - 나카무라 코헤이 역
- 바보 (2010년) - 주연·오오스 히데나리 역
- 만담 갱 (2011년, 카도카와 영화)
- 역전재판 (2012년) - 주연·나루호도 류이치 역
- 노보우의 성 (2012년) - 사카마키 유키에 역
- 쿠로유리 단지 (2013년) - 주연·사사하라 시노부 역
- 파트너 -극장판 III- 거대 밀실! 특명계 절해의 외딴 섬에 (2014년) - 카이 토오루 역
- 암살교실~졸업 편~ (2016년) - 야나기사와 코타로 역

### 무대
- 소멸하는 인류, 그 사랑의 본질이란… (2000년) - 케인 역
- 햄릿 (2001년) - 포틴브라스 역
- 황혼 (2003년) - 빌리 레이 역
- 낭인가 (2004년) - 아리무라 이치마 역
- 뜻대로 하세요 (2004년, 2007년) - 주연·로잘린드 역
- 마담 멜빌 (2004년) - 카르 역
- KITCHEN 키친 (2005년) - 페이터 역
- 마계환생 (2006년) - 아마쿠사 시로 역
- 태양에 불타 (2011년) - 주연·미챠 역
- 태양 2068 (2014년) - 모리시게 후지타 역

### 광고
- J-PHONE (2002년)
- 하우스 식품
  - 〈비스트로 셰프〉 (2003년)
  - 〈신·카레라이스 선언〉 (2005년)
- 애니맥스 개국 5주년 기념 CM (2003년)
- JAL 홋카이도 캠페인 (2004년)
- 보다폰 (2004년)
- FT 시세이도 〈시 브리즈〉 (2006년)
- 유니클로 (2007년)
- 타카라 홀딩스 〈타카라 CAN 츄하이 지카시보리〉 (2007년)
- 군제 (2008년)
- 모리나가 유업 〈마운트 레이니어 더블 에스프레소〉 (2009년)
- 캐드버리 〈스트라이드〉 (2010년)
- 시만텍 〈노튼 2011〉 (2011년)
- 코스모 라이프 〈코스모 워터〉 (2012년 ~ 2016년)
- 야마토 홈 컨비니언스 (2012년)
- 삿포로 맥주 〈화이트 벨그〉 (2014년)
- 다이하츠 공업 〈무브〉 (2014년)
- 글락소스미스클라인 〈슈미텍트〉 (2015년 ~ 2016년)
- 파이널 판타지 레코드 키퍼 (2016년)

## 논란
2016년 12월, 사진 주간지 《FRIDAY》에서 나리미야 히로키가 코카인 등 여러 종류의 마약을 흡입했다고 보도하여 파장이 일었다. 보도에 첨부된 나리미야의 자택 내부 사진을 그의 친구인 A로부터 입수했다고 밝혔다. 나리미야 히로키 소속사는 즉각 "사실 무근"이라고 해명했으며, 나리미야 히로키 본인은 "매우 분노를 느낀다. 마약을 사용한 적이 절대 없다"고 반박했다. 이후 자발적으로 약물검사를 실시, 2016년 12월 7일 소변검사에서 음성 판정을 받아냈다. 이후 그는 자필 메시지를 통해 "모든 원인을 만든 것은 나 자신이다. 진심으로 신뢰하던 친구에게 배신 당하고, 여러 사람이 건 함정에 빠져버렸다", "지금 연예계에서 은퇴하고 싶다. 계속 일을 해 관계자나 가족에게 더 이상 폐를 끼칠 수는 없다"며 연예계 은퇴 의사를 밝혔다.